# Scybalium jamaicense
Scybalium jamaicense är en tvåhjärtbladig växtart som först beskrevs av Olof Swartz, och fick sitt nu gällande namn av Heinrich Wilhelm Schott och Endl. Scybalium jamaicense ingår i släktet Scybalium och familjen Balanophoraceae. Inga underarter finns listade i Catalogue of Life.